# (510920) 2013 EM16
(510920) 2013 EM16 es un asteroide perteneciente al cinturón de asteroides, región del sistema solar que se encuentra entre las órbitas de Marte y Júpiter.
Fue descubierto el 3 de marzo de 2013 por el equipo del proyecto Spacewatch desde el observatorio Nacional de Kitt Peak.

## Designación y nombre
Designado provisionalmente como 2013 EM16.

## Características orbitales
2013 EM16 está situado a una distancia media del Sol de 3,118 ua, pudiendo alejarse hasta 3,570 ua y acercarse hasta 2,665 ua. Su excentricidad es 0,145 y la inclinación orbital 10,348 grados. Emplea 2010,60 días en completar una órbita alrededor del Sol.
Los próximos acercamientos a la órbita de Júpiter ocurrirán el 26 de octubre de 2061, el 1 de diciembre de 2071 y el 16 de marzo de 2134.

## Características físicas
La magnitud absoluta de 2013 EM16 es 16,72.